# Non finito

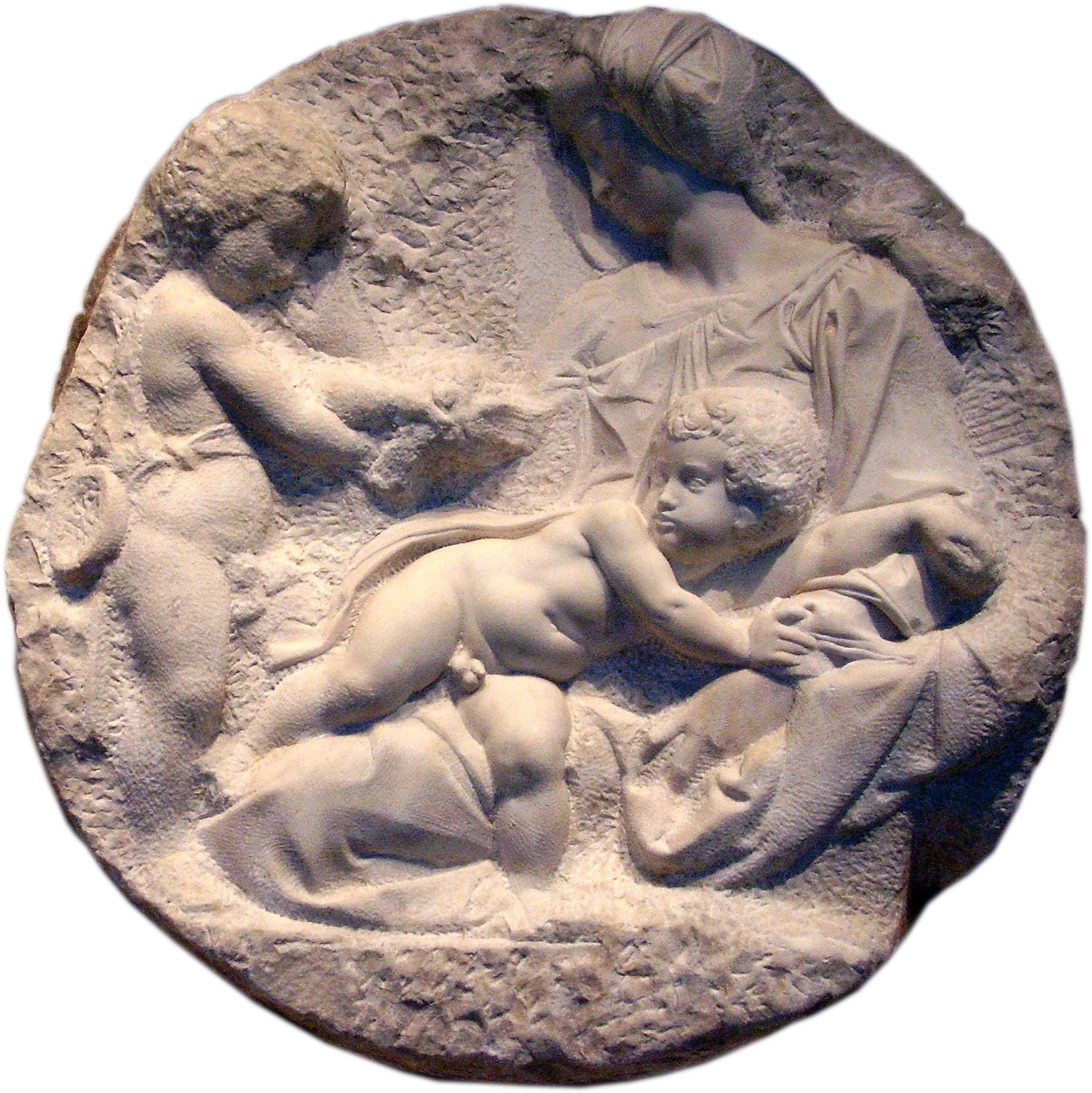
«Мадонна Таддея». Мікеланджело
Техніка «non finito» виділяє завершеність образів і створює атмосферне тло

«Non finito» (також: «non-finito», «нон-фініто»; з італ. — «незавершеність») — техніка скульптури, яка вказує на незавершеність роботи. Вираз італійського походження.
Роботи у цій техніці здаються незавершеними, тому що митець доводить до завершення лише частину твору, решта залишається «ув'язненою» в матеріалі. Техніка, започаткована Донателло, також застосовувалася Мікеланджело.

## Історія
Пліній Старший писав, що незавершена робота викликає сум (адже напевно автори померли) та стимулює уявити цей твір завершеним шедевром. Термін «non finito» почали використовувати з 1435 року. Леонардо да Вінчі у своєму «Трактаті про живопис» підкреслював, що «non finito» означає високий художній та інтелектуальний успіх.

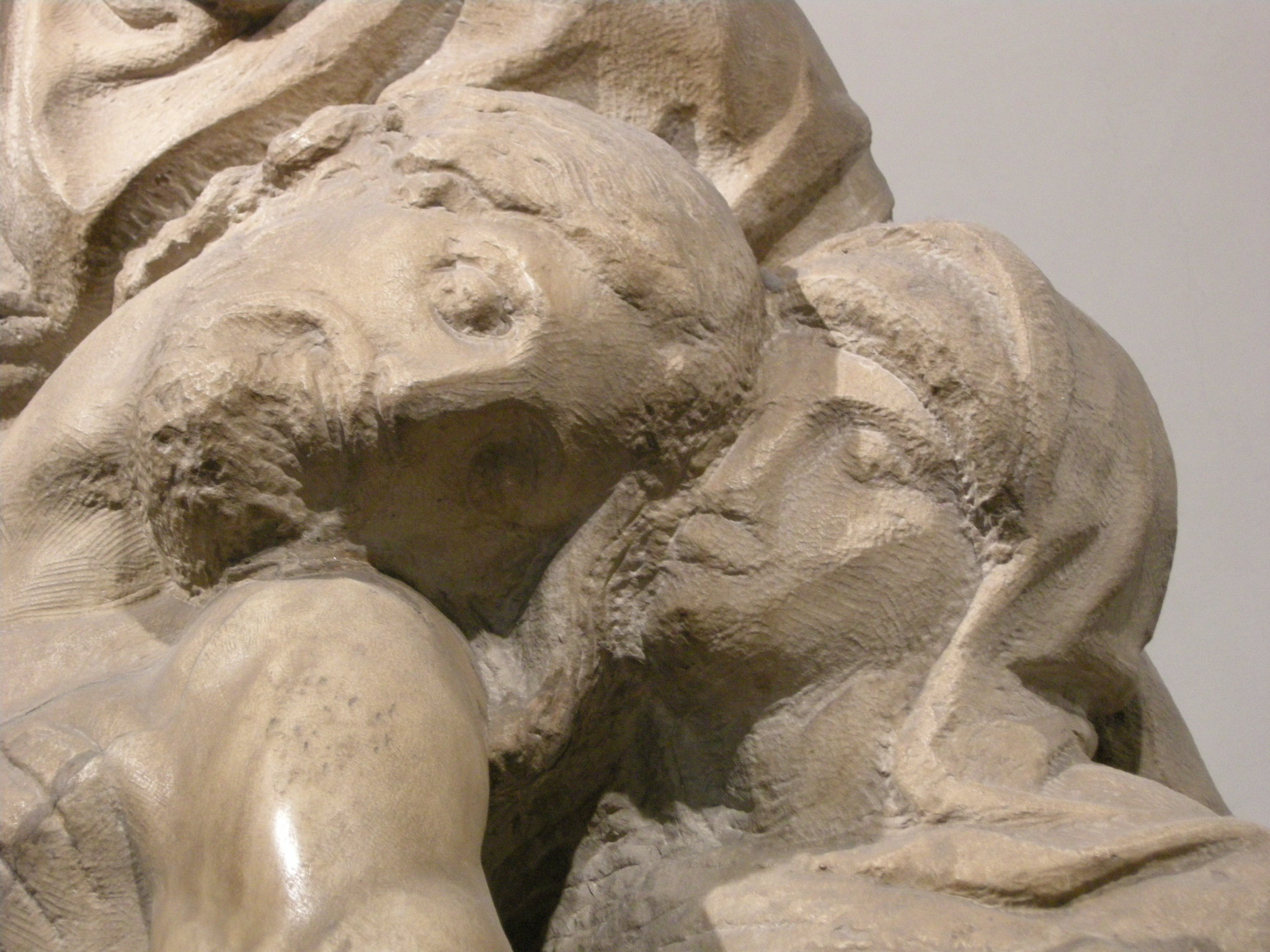
Фрагмент. «Флорентійська П'єта». Мікеланджело

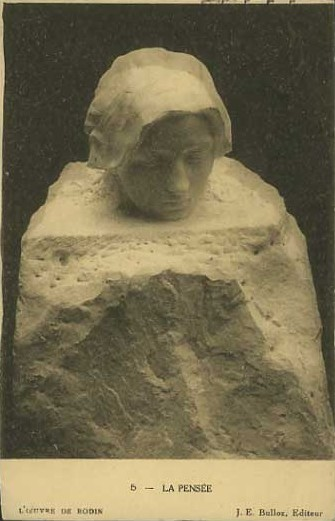
«Думка». Огюст Роден (1895)

«Non finito» спирається на платонівську філософію, згідно з якою будь-який витвір мистецтва ніколи повністю не нагадує свого небесного двійника. Залишення роботи незавершеною є неоплатонічною даниною цьому. Античні римляни підписували свою роботу дієсловом «faciebat» (третя особа однини недоконаного виду активного стану дієслова «faciō»). Це дієслово, розташоване після їхнього імені, визначало їх як авторів, а їхню роботу — незавершеною (non finito). Однак, деякі митці підписували таким чином свої твори, навіть якщо ті були відшліфовані до найменших деталей, так, наприклад, Мікеланджело підписав так свою «П'єту», єдину роботу, що він взагалі підписав.

## Приклади
- «Думка» Огюста Родена
- «Психея» Огюста Родена
- «Флорентійська П'єта» Мікеланджело
- Раби Мікеланджело[5]

## Виноски
1. ↑  Wallace, 2010, с. 22.
2. 1 2  Creighton E. Gilbert. What Is Expressed in Michelangelo's "Non-Finito" // Artibus et Historiae. — 2003. — № 48. — С. 57-64.
3. 1 2  Angier, Jeremy (7 травня 2001). The Process of Artistic Creation in Terms of the Non-finito. New York Academy of Art. Процитовано 10 липня 2020.
4. ↑  Goffen, Rona (2002). Renaissance Rivals: Michelangelo, Leonardo, Raphael, Titian (англ.). Yale University Press. с. 116. ISBN 978-0-300-10589-6.
5. ↑  Michelangelo's prisoners or slaves (англ.) . accademia.org. Процитовано 22.07.2022.